# Лара
Лара (ісп. Lara) — штат на північному заході Венесуели.
Площа становить 19 800 км². Населення — 1 795 100 чоловік (2007).
Адміністративний центр — місто Баркісімето.

## Муніципалітети та їхні центри
1. Андрес-Елой-Бланко (Санаре)
2. Креспо (Дуака)
3. Ірібаррен (Баркісімето)
4. Хіменес (Кібор)
5. Моран (Ель-Токуйо)
6. Палавекіно (Кабударе)
7. Симон-Планас (Сараре)
8. Торрес (Карора)
9. Урданета (Сікісіке)